# Blumengarten (Musikduo)
Blumengarten ist ein deutsches Musikduo, bestehend aus dem Sänger Rayan und dem Musikproduzenten Sammy.

## Geschichte
Blumengarten besteht seit 2021 und ergibt sich aus dem Sänger Rayan, bürgerlich Rayan Djima, und dem Produzenten Samuel „Sammy“ Eickmann aus Velbert in Nordrhein-Westfalen.
Sammy fing mit 14 Jahren an, Musik zu produzieren und lernte Rayan in der Schule kennen. Erst nach ihrem Abitur fanden sie zueinander und fingen 2020 an, gemeinsam Musik zu machen. Im Keller von Sammy entstand schließlich die 2022 erschienene erste EP Sag deinen Freunden, dass du sie liebst, bestehend aus drei Tracks.
Erste größere Bekanntheit erlangte das Duo mit Paris Syndrom (Dach Session) zusammen mit Paula Hartmann. Gemeinsam mit der Musikerin veröffentlichte Blumengarten ein Remake und ein Musikvideo ihres bereits auf der ersten EP erschienenen Liedes.
Mit Versprochen, alles wird gut! erschien Anfang 2023 die zweite, ebenfalls aus drei Songs bestehende EP des Duos, mit der Blumengarten eine Polyton-Auszeichnung der Kategorie „Komposition“ erhielt.
Das Duo hatte seine ersten Auftritte unter anderem als Support bei Ennio, Casper, Cro, 01099 und OK Kid. Zu den Festivals, auf denen Blumengarten aufgetreten ist, gehören c/o pop, Modular Festival, Juicy Beats, Appletree Garden Festival und Traumzeit-Festival. Im Dezember 2023 spielten sie ihre erste Tour unter dem Motto Die erste Tour in Deutschland, Österreich und der Schweiz.
Ende 2023 veröffentlichte Blumengarten ihre dritte EP Schönheit die in Schmerzen liegt. Außerdem trat das Duo in einer Musikfolge des ZDF Magazin Royale auf und wurde mit dem popNRW-Preis 2023 für den „Best Newcomer“ sowie dem Preis für Popkultur 2023 in der Kategorie „Hoffnungsvollste*r Newcomer*in“ ausgezeichnet.
Im Jahr 2024 erschienen mit Daheim und Ich liebe dich für immer die ersten Singles des Debütalbums. Im Dezember wurden sie mit dem NRW Förderpreis 2024 ausgezeichnet. Außerdem erhielten die beiden Wahl-Kölner eine Nominierung in der Kategorie „Beste Newcomer“ der 1 Live Krone. Im März 2025 erschien das Debütalbum Ich liebe dich für immer.

## Stil
In den Songtexten verarbeitet Blumengarten vor allem das Erwachsenwerden. Das Online-Musikmagazin Diffus beschreibt den Musikstil als eine Mischung „von Indie über Pop und House bis hin zu Hip-Hop“.

## Diskografie
Alben
- 2025: Ich liebe dich für immer

EPs
- 2022: Sag deinen Freunden, dass du sie liebst
- 2023: Versprochen, alles wird gut!
- 2023: Schönheit die in Schmerzen liegt

Singles
- 2022: Paris Syndrom
- 2022: Paris Syndrom (Dach Session) (feat. Paula Hartmann)
- 2023: Wiedersehen (feat. Longus Mongus)
- 2023: Ritter
- 2023: Rosa rugosa (feat. 01099, Lucry & Suena)
- 2023: Nie wieder normal (Cro feat. Blumengarten)
- 2023: Gloria
- 2023: Tisch für zwei
- 2023: Mama
- 2024: Vielleicht vielleicht (Cover)
- 2024: Ich liebe dich für immer
- 2024: Daheim

## Auszeichnungen
- 2023: Polyton in der Kategorie „Komposition“  für Versprochen, alles wird gut![5]
- 2023: popNRW-Preis in der Kategorie „Best Newcomer“[12]
- 2023: Preis für Popkultur in der Kategorie „Hoffnungsvollste*r Newcomer*in“[13]
- 2024: NRW Förderpreis in der Kategorie „Musik“[15]